# Diocesi di Aricanda

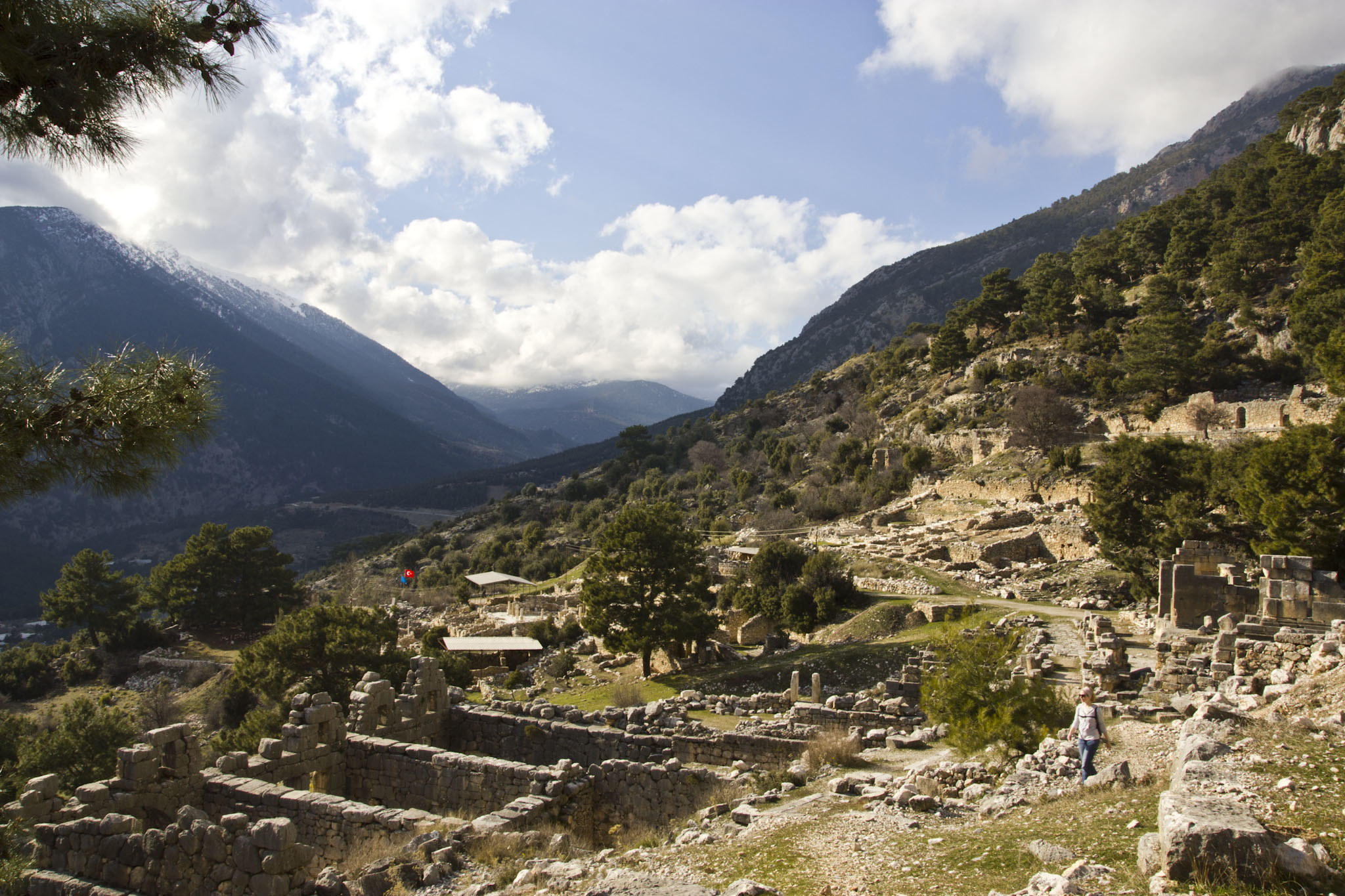
Rovine di Aricanda.

La diocesi di Aricanda (in latino: Dioecesis Arycandensis) è una sede soppressa del patriarcato di Costantinopoli e una sede titolare della Chiesa cattolica.

## Storia
Aricanda, identificabile con le rovine nei pressi di Arif, sulla strada tra Finike ed Elmalı nella provincia di Adalia in Turchia, è un'antica sede episcopale della provincia romana di Licia nella diocesi civile di Asia. Faceva parte del patriarcato di Costantinopoli ed era suffraganea dell'arcidiocesi di Mira.
La diocesi, nota nelle fonti coeve anche con il nome di Orikanda, è documentata nelle Notitiae Episcopatuum del patriarcato di Costantinopoli dal VII al XII secolo.
Sono due i vescovi documentati di Aricanda. Al secondo concilio di Nicea nel 787 il vescovo era assente, e gli atti conciliari furono sottoscritti, al suo posto, dal diacono Pietro. Teodoro partecipò al concilio di Costantinopoli dell'879-880 che riabilitò il patriarca Fozio.
Dal XX secolo Aricanda è annoverata tra le sedi vescovili titolari della Chiesa cattolica; la sede è vacante dal 15 febbraio 2001. Il suo ultimo titolare è stato Benito Epifanio Rodríguez, vescovo ausiliare di Rosario.

## Cronotassi

### Vescovi greci
- Anonimo † (menzionato nel 787)
- Teodoro † (menzionato nell'879)

### Vescovi titolari
- Sotero Redondo Herrero, O.S.A. † (16 giugno 1921 - 24 febbraio 1935 deceduto)
- Anunciado Serafini † (11 maggio 1935 - 18 marzo 1939 nominato vescovo di Mercedes)
- Jean Larregain, M.E.P. † (13 giugno 1939 - 2 maggio 1942 deceduto)
- Joseph Martin Nathan † (17 aprile 1943 - 30 gennaio 1947 deceduto)
- Antônio Maria Alves de Siqueira † (10 maggio 1947 - 19 luglio 1957 nominato arcivescovo coadiutore di San Paolo)
- Francisco Ferreira Arreola † (21 dicembre 1957 - 1º agosto 1960 nominato vescovo di Texcoco)
- Benito Epifanio Rodríguez † (23 settembre 1960 - 15 febbraio 2001 deceduto)